# Mylo Xyloto
Mylo Xyloto és el cinquè àlbum d'estudi de la banda anglesa de rock alternatiu Coldplay. Es va publicar el 24 de d'octubre de 2011, però quatre mesos abans ja s'havia extret el primer senzill«Every Teardrop Is a Waterfall». Fou número 1 a una trentena de països, entre els quals el seu país, on també arribà al número 1 com la resta dels seus treballs anteriors. Els dos primers senzills foren nominats a diversos premis però no van rebre cap guardó finalment.

## Informació
Mylo Xyloto és un àlbum conceptual amb un contingut que segueix un fil conductor, basat en dos protagonistes, que viuen en un ambient urbà opressiu, que s'enamoren i viuen una història d'amor amb un final feliç. Líricament està inspirat ens els moviments artístics d'"American graffiti" i "La Rosa Blanca", i també en la sèrie de televisió The Wire de la HBO. En diverses ocasions ja havien avançat que el nou treball seria més acústic i més íntim que el seu predecessor, Viva la Vida or Death and All His Friends, però progressivament va esdevenir més electrònic. Com a conseqüència, les primeres cançons enregistrades entreveuen la intenció inicial que tenien els membres de la banda, mentre que a la resta de cançons que van gravant apareix un matís electrònic.
La data inicial prevista per la seva publicació era el desembre de 2010, però fou posposada al 2011 perquè no el tenien enllestit, a més, encara estaven en la gira mundial Viva la Vida Tour. Finalment es va llançar el 24 d'octubre de 2011 amb els suports de CD i vinil. Una edició especial de l'àlbum estava formada pel CD, una còpia digital, el disc LP i material addicional com un pòster, notes d'estudi del grup, adhesius i un llibre animat.
La crítica va valorar de forma força desigual la qualitat de l'àlbum però generalment positiva. Alguns mitjans es van mantenir escèptics amb l'evolució del seu so, força diferenciat els tres primers discs, a causa de la inclusió de sons electrònics seguint les influències musicals de la música pop de l'època. Mentre alguns destacaven la seva ambició, altres ho van interpretar com un intent per reconciliar-se amb l'èxit comercial.
El senzill va debutar en el número 1 de la llista d'àlbums britànica superant les dos-centes mil còpies. D'aquesta forma, Coldplay aconseguia col·locar els seus primers cinc àlbums en el número 1 durant la setmana de debut, fita que només havien aconseguit The Beatles (11) i Oasis (7). Tot i ser publicat a l'octubre, les vendes del disc van superar els 900.000 unitats només el Regne Unit fins a final d'any. També va debutar al número 1 en la llista Billboard 200 dels Estats Units, Canadà o Austràlia.

## Llista de cançons
Totes les cançons foren escrites i compostes per Coldplay. 
| Núm.          | Títol                             | Durada |
| ------------- | --------------------------------- | ------ |
| 1.            | «Mylo Xyloto»                     | 0:43   |
| 2.            | «Hurts Like Heaven»               | 4:02   |
| 3.            | «Paradise»                        | 4:37   |
| 4.            | «Charlie Brown»                   | 4:45   |
| 5.            | «Us Against the World»            | 3:59   |
| 6.            | «M.M.I.X.»                        | 0:48   |
| 7.            | «Every Teardrop Is a Waterfall»   | 4:00   |
| 8.            | «Major Minus»                     | 3:30   |
| 9.            | «U.F.O.»                          | 2:17   |
| 10.           | «Princess of China» (amb Rihanna) | 3:59   |
| 11.           | «Up in Flames»                    | 3:13   |
| 12.           | «A Hopeful Transmission»          | 0:33   |
| 13.           | «Don't Let It Break Your Heart»   | 3:54   |
| 14.           | «Up with the Birds»               | 3:47   |
| Durada total: | Durada total:                     | 44:09  |

| 15. | «Charlie Brown» (Directe a Glastonbury 2011)                 | 4:48 |
| 16. | «Life Is for Living» (Directe a Glastonbury 2011)            | 2:30 |
| 17. | «Every Teardrop Is a Waterfall» (Directe a Glastonbury 2011) | 4:38 |

## Posicions en llista
| Llista           | Posició | Certificació | Vendes    |
| ---------------- | ------- | ------------ | --------- |
| Alemanya         | 1       | 3x Or        | 300.000   |
| Austràlia        | 1       | 2x Platí     | 140.000   |
| Canadà           | 1       |              |           |
| Espanya          | 3       | Platí        | 40.000    |
| Europa           |         | 2x Platí     | 2.000.000 |
| França           | 1       | 3x Platí     | 300.000   |
| Itàlia           | 1       | 2x Platí     | 120.000   |
| Japó             |         | Or           | 100.000   |
| Regne Unit       | 1       | 3x Platí     | 1.000.000 |
| US Billboard 200 | 1       | Platí        | 1.000.000 |